# La Tirana (Goya, 1794)
La Tirana es un óleo de Francisco de Goya, pintado en 1794. Representa a la actriz María del Rosario Fernández, elogiada por varios escritores de la intelectualidad ilustrada de la época, como lo demuestran los versos de Leandro Fernández Moratín, o las alabanzas del dramaturgo inglés Richard Cumberland durante su estancia en España al inicio del siglo XIX.
Este es el segundo retrato que La Tirana —llamada así por ser esposa del actor Francisco Castellanos, apodado el Tirano—, le encargó a Goya, el primero, pintado entre 1790-92, se encuentra en la Real Academia de Bellas Artes de San Fernando.
Aquí aparece haciendo gala de "la palidez artificial de sus mejillas bajo las espesas y oscuras cejas, unos soberbios brazos y una profusión de pelo desordenado, negrísimo". Retratada en tres cuartos, con un vestido blanco con flores bordadas, a juego con una mantilla de seda transparente ribeteada por un sencillo vuelo. Prendida en el pelo una rosa sujeta por un modesto tocado. Sostiene en su mano izquierda un 'billete' en el que figura escrito su nombre y la firma y fecha del autor: María / Del rosario / La Tirana / Por Goya / 1794 